# На рубеже (газета)
«На рубеже» — общественно-политическая газета Южно-Курильска, основанная в 1947 году. В 2017 году выходит тиражом 560 экземпляров, но в 1980-е годы её тираж составлял 3600 экземпляров. Главный редактор — Сергей Киселёв. 

## История
22 ноября 1947 года, спустя 2 года после того как остров Кунашир был присоединён к СССР в результате Курильской десантной операции, вышел в свет первый номер газеты «На рубеже», печатного органа Южно-Курильского ВКП(б) и районного совета депутатов трудящихся. Двухстраничная газета печаталась сначала на американских, а позже и на советских линотипах в Южно-Курильске и распространялась среди жителей островов Кунашир и Шикотан (а также острова Зелёный, где в середине XX века существовало несколько населённых пунктов). Первоначальный тираж составлял 1200 экземпляров, выходила газета трижды в неделю. 
Расцвет газеты пришелся на первую половину 1980 гг., когда ее постоянные тиражи составляли 3600 экземпляров (газета по-прежнему выходила три раза в неделю). После Шикотанского землетрясения они резко пошли на убыль. По состоянию на 2018 год, «На рубеже» выходит дважды в неделю (560 экземпляров каждый выпуск, не считая электронного варианта, рассылаемого подписчикам).
До 2000 года и компьютерного переоснащения в редакции трудились более 10 человек различных специальностей: линотиписты, печатники, наборщики, резчики бумаги, корректор, фотограф, корреспонденты. 
До  1990  года  главным  учредителем  газеты  был Южно-Курильский  райком  КПСС  и  Совет народных депутатов.  После 1991 года учредителем стала  районная администрация и депутаты районного Собрания, а в начале 2017 года — Комитет по управлению муниципальным имуществом администрации Южно-Курильского городского округа. 
Первым  главным  редактором  газеты  «На  рубеже»  с  1947 по  1951 годы был С.С. Лаптев. В разные годы там работали писатель и поэт Юрий Николаев, сахалинский детский поэт Анатолий Дёшин, писатель Александр Мандрик, журналист Михаил Шмидт, на страницах издания печатался поэт Евгений Лебков. В настоящее время главным редактором газеты является Сергей Киселёв.На сегодняшний день тираж газеты составляет 1000 экземпляров за выпуск. Газета выходит два разща в неделю - по вторникам и пятницам. Газета рапространятеся на бесплатной основе во всех населенных пунктах городского округа на островах Кунашир и Шикотан. с 2015 года редактором газеты "На рубеже" работает Сергей Киселев.